# Sarritor
Sarritor is een geslacht van straalvinnige vissen uit de familie van harnasmannen (Agonidae). Het geslacht is voor het eerst wetenschappelijk beschreven in 1896 door Cramer in Jordan & Evermann.

## Soorten
- Sarritor frenatus Gilbert, 1896
- Sarritor knipowitschi Lindberg & Andriasev, 1937
- Sarritor leptorhynchus Gilbert, 1896